# Masao Kume
Masao Kume (久米 正雄), né le 23 novembre 1891 à Ueda au Japon et mort d'une hémorragie cérébrale à l'âge de 60 ans le 1er mars 1952 à Kamakura, est un poète, dramaturge et auteur japonais.

## Biographie

### Jeunesse et formation
Né à Ueda dans la préfecture de Nagano, Kume est le fils d'un directeur d'école primaire qui se suicide en 1897 pour assumer la responsabilité d'un incendie qui a détruit une partie de l'école dans laquelle l'empereur Meiji avait séjourné durant une visite à Ueda. Kume s'installe ainsi chez sa mère à Kōriyama dans la préfecture de Fukushima où il grandit.

### Carrière littéraire
Kume montre un talent pour la poésie haïku dès l'école primaire. Après être sorti diplômé de l'université impériale de Tokyo où il a suivi l'enseignement de Natsume Sōseki avec pour camarades Ryūnosuke Akutagawa et Kan Kikuchi, il rejoint un groupe littéraire qui publie une revue intitulée Shinshicho (« Nouveaux courants de pensées »).
Il débute comme dramaturge avec Gyunyuya no Kyodai, qui est joué en 1914 et s'avère très populaire. En 1916, il publie son premier roman, Chichi no Shi (« La mort de mon père »), et une pièce de théâtre, Abukuma Shinju (« Suicides amoureux à Abukuma »). En 1918, il fonde le Kokumin Bungeikai (« Mouvement des arts populaires ») avec Kaoru Osanai et Mantarō Kubota.
Sa réputation de romancier grandit quand il réalise une série d'histoires, comme Hotaru Gusa, Hasen (« Naufragé »), ou Bosan (« Visite d'une tombe »), sur son amour non partagé pour la fille aînée de Natsume Sōseki (il lui fait sa déclaration via ses parents, comme c'est l'usage à l'époque, mais elle surprend tout le monde en annonçant son amour pour Yuzuru Matsuoka, camarade de classe et grand ami de Kume).
En 1933, il publie le roman mélodramatique Tsuki yori no shisha (« Messager de la Lune »), qui est un grand succès commercial.

### Vie à Kamakura
Après le grand séisme de Kantō de 1923, Kume quitte Tokyo pour s'installer à Kamakura où il réside jusqu'à sa mort en 1952 à l'âge de 60 ans. Il est une personnalité importante des cercles littéraires de la ville et aide à établir le club PEN de Kamakura, ainsi que le carnaval et la bibliothèque Kamakura Bunko.
Kume souffre d'hypertension artérielle toute sa vie et meurt d'une hémorragie cérébrale. Sa tombe se trouve au Zuisen-ji de Kamakura.

## Anecdote
- Kume est arrêté à Kamakura en 1933, avec les écrivains Matsutarō Kawaguchi et Ton Satomi, pour avoir joué à des jeux de cartes illégaux.
- Après la mort de Kume, sa maison est déplacée matériellement du district de Nikaido à Kamakura jusqu'à Kōriyama dans la préfecture de Fukushima, où elle accueille aujourd'hui le musée Koriyama Bunkagu no Mori.
- Un buste de bronze de Kume se trouve au Hase-dera de Kamakura.